# Befestigung von Kopenhagen
Die Befestigung von Kopenhagen, der Hauptstadt Dänemarks, lässt sich in drei Perioden untergliedern:
- die mittelalterliche Stadtmauer mit frühneuzeitlicher Verstärkung (11./12. Jh. bis 1606)
- die Bastionärsbefestigung der Frühen Neuzeit (1606–1870)
- die vorwiegend aus Beton errichteten Festungsanlagen des fortgeschrittenen 19. und beginnenden 20. Jahrhunderts (1886–1916).

Dazu kamen die Küstenbatterien zur Abwehr angreifender Schiffe, die vor allem in der zweiten Hälfte des 19. Jahrhunderts und im beginnenden 20. Jahrhundert errichtet wurden.

## Die mittelalterliche Stadtmauer
Eine erste, kleinräumige Befestigung aus Wall und Graben wurde vermutlich in der Mitte des 12. Jahrhunderts errichtet, wenig später auch die Burg auf Slotsholmen (heute unter Schloss Christiansborg). Mit dem Wachstum der Stadt wurde wohl in der ersten Hälfte des 13. Jahrhunderts eine neue Stadtbefestigung aus Wall und Graben errichtet, die in den folgenden Jahrhunderten durch eine Mauer und Türme verstärkt wurde. Wohl bereits zu Anfang des 16. Jahrhunderts hatte man halbrunde Barbakane vor den Toren angelegt.

## Die Bastionärsbefestigung 1606–1624
1606–1624 wurde Kopenhagen unter Christian IV. durch eine neue Bastionärsbefestigung umgeben, die weitgehend dem Verlauf der mittelalterlichen Stadtmauer folgte. 1618–1623 wurde auch der neue Stadtteil Christianshavn befestigt. Etwas nördlich lag die ab 1627 erbaute Verteidigungsschanze Sankt Annae Skanse, aus der sich die Zitadelle Kastellet entwickelte. 1647–1658 wurde die Nordecke der Umwallung mit der Sankt Annae Skanse durch eine neue und wesentlich stärkere Umwallung verbunden, wodurch zwischen der Verteidigungsschanze und der bisherigen Stadt Raum für neue Stadtviertel gewonnen wurde. 1662–1666 wurde die Sankt Annae Skanse zur großzügigen Zitadelle ausgebaut. 1667–1670 wurden auch die übrigen Wälle verstärkt und mit wesentlich größeren Bastionen versehen. 1682–1692 wurde die Umwallung von Christianshavn nach Norden erweitert, um den Hafen zu schützen. Damit hatte die bastionäre Stadtbefestigung ihren endgültigen Umfang erhalten. Sie wurde schließlich 1870 aufgelassen und im Westen weitgehend abgetragen, während Kastellet und die Umfassung von Christianshavn sehr gut erhalten sind.

## Die neuen Festungsanlagen aus Beton (1886–1916)

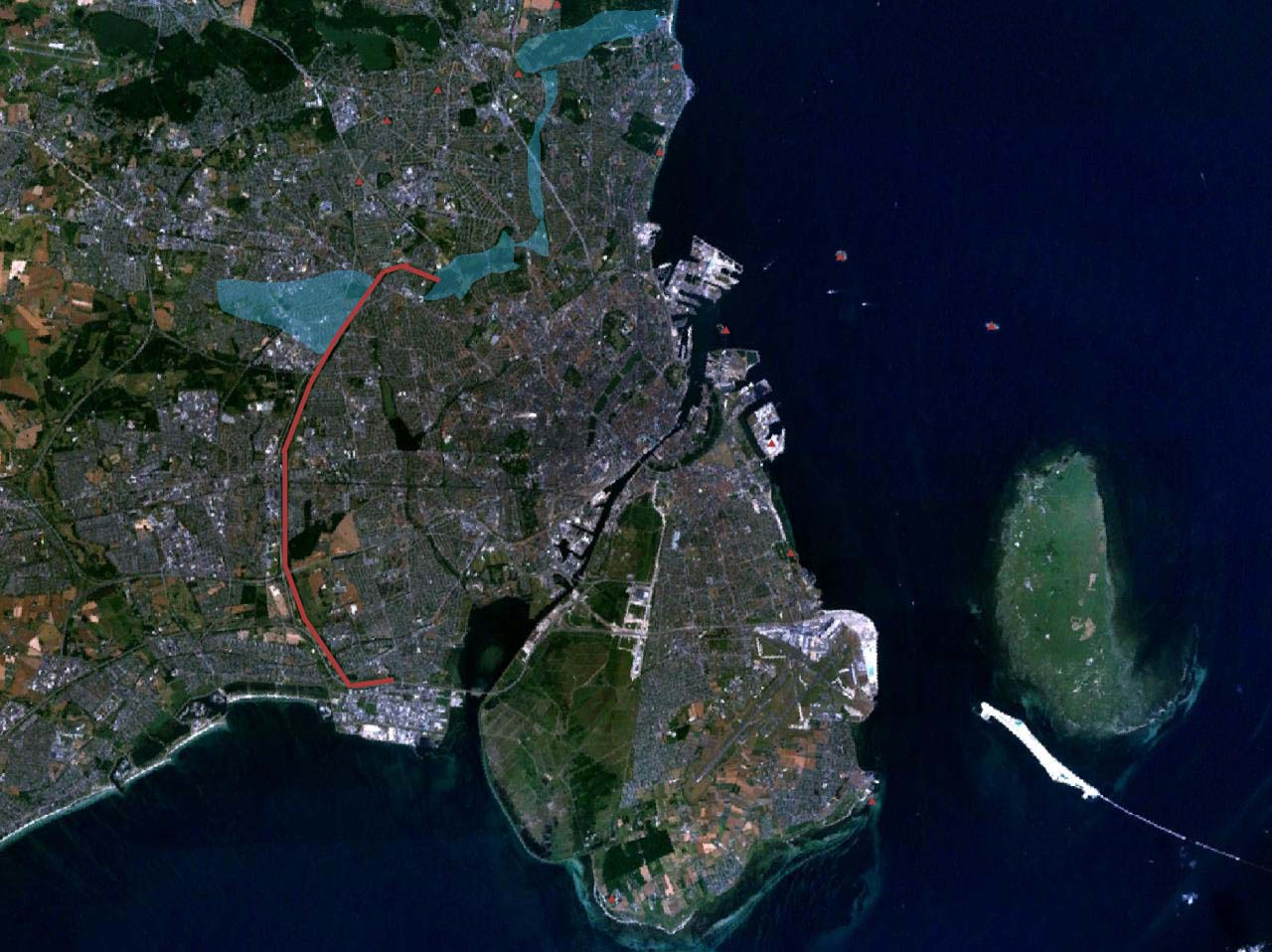
Kopenhagen im Luftbild mit Vestvolden (rote Linie), dem Westwall, und den Überschwemmungsgebieten (blauen Flächen)

1886, als die Brisanzmunition entwickelt wurde und zahlreiche europäische Festungen durch deren größere Zerstörungswirkung überholt waren, begannen die Arbeiten an einer völlig neuen Befestigung Kopenhagens, die als eine der ersten europäischen Festungsanlagen die Erfordernisse der Brisanzmunition berücksichtigte. Auf der Landseite bestand diese aus drei Elementen;
- dem 15 km langen Vestvolden („Westwall“) (1888–1892)
- nördlich anschließenden Überschwemmungsgebieten, für die Kanäle und Schleusen errichtet wurden, die mit 8 kleineren und einer größeren Batterie verteidigt wurden
- 6 Forts, die den Überschwemmungsgebieten vorgelagert waren
- 3 Fernkampfbatterien zwischen den Forts und den Überschwemmungsgebieten.

### Vestvolden (1888–1892)
Vestvolden (Der „Westwall“) ist eine 15 km lange lineare Wallanlage mit vorgelagertem nassen Graben, die im Süden am Meer ansetzt und leicht gebogen bis Utterslev Mose führt. Auf dem Wall befindet sich eine Brustwehr für Infanterie und waren 15 Artillerie-Batterien installiert sowie acht weitere Batterien vorbereitet. Im Fuß des Walles sind diverse Magazine untergebracht. Der 16 m breite und bis 2,5 m tiefe Graben ist beidseitig schräg geböscht und wird durch insgesamt elf einfache und vier doppelte Kaponnieren (besser Kasematten) flankiert. Die einfachen Kaponnieren sind in kurzen Flanken eingebaut und leicht zurückgezogen und dadurch direktem Artilleriefeuer entzogen. Die doppelten sind auf kleinen dreieckigen Inseln in Form von Ravelins im Graben errichtet und auf der Frontseite vollständig in Erde geböscht. Für jede Schussrichtung waren eine 7,5-cm-Kanone und zwei doppelläufige 8-mm-Maschinengewehre installiert. Von der Seite und ihrer Funktion gesehen, erinnern diese Kaponnieren stark an die Kasematten der 40 Jahre später in Frankreich erbauten Maginot-Linie. 1920 wurde Vestvolden als Festungsanlage aufgelassen.

### Die sechs Landforts
Nördlich des Vestvolden schließen sich Überschwemmungsflächen und diesen vorgelagert eine Reihe von sechs Forts an, die in einem Bogen bis an den Öresund anschließen. Etwas hinter den Forts gelegen, wurden drei permanente Fernkampfbatterien errichtet. Bemerkenswert ist, dass die beiden zuerst errichteten Befestigungsanlagen Garderhøj Fort und Lyngbyfortet zu großen Anteilen aus privaten Spendengeldern errichtet wurden, die der Verein Den frivillige Selvbeskatning til Forsvarets Fremme (Die freiwillige Selbstbesteuerung zur Unterstützung der Verteidigungsanlagen) sammelte. Alle Forts sind mit Geschützen und Maschinengewehren unter Panzerkuppeln ausgestattet. Garderhøj Fort, das älteste Fort, weist einige bauliche Besonderheiten auf, unter anderem einen rechteckigen Grundriss. Die fünf übrigen Forts weisen einen dreieckigen Grundriss auf, dessen Gräben schräg geböscht sind und auf den beiden Fronten aus einer doppelten Grabenstreiche in der Contrescarpe bestrichen werden. Anstelle der Escarpe befindet sich ein Hindernisgitter. Die Panzertürme sind über der kasemattierten Kehlkaserne errichtet, die als Unterkunft dient. Erst das jüngste Fort, das Taarbæk Fort, weist eine Poterne unter dem Graben hindurch als Zugang zur Grabenstreiche auf, die beiden ältesten Garderhøj Fort und Lungbyfortet verfügen über Poternen, die an der Escarpe frontal enden, von wo aus der Graben offen gequert werden musste. Bei den übrigen drei Forts konnte die Grabenstreiche nur über den Frontgraben erreicht werden. Die Kehle wurde aus Kasematten in eingezogenen Flanken der Kehlkaserne bestrichen.

#### Garderhøjfort (1886–1892)
Das älteste Fort unterscheidet sich durch seinen rechteckigen Grundriss, die gemauerte Escarpen und Contrescarpen, die kleine Kaponniere (Kehlkoffer) zur Bestreichung der Kehlseite und die in die Contrescarpe eingebauten zusätzlichen Unterkunftskasematten für Infanterie von den anderen Forts. Als einziges Fort wies zudem einen eigenen Batterieblock in der Mitte auf, in dem sich ein Teil der Panzertürme befand. An Bewaffnung verfügt es über
- 1 große Panzerdrehkuppel mit zwei 15-cm-Kanonen auf der Kehlkaserne
- 2 Panzerversenktürme mit je einem 5,3-cm-Kanone auf der Kehlkaserne
- 2 Panzerdrehkuppeln mit je einem 15-cm-Kanone auf dem Batterieblock
- 2 Panzerdrehkuppeln mit je einem 7,5-cm-Kanone
- 2 Panzerversenktürme mit 8-mm-MG über den Poternen in der Nähe der Schulterpunkte
- 4 4,7-cm-Kanonen zur Grabenverteidigung
- 9 doppelläufige 8-mm-MG oder zehnläufige Gatling zur Grabenverteidigung.

Garderhøjfort wurde 1920 aufgelassen und kann auf Führungen besichtigt werden.

#### Lyngbyfortet (1888–1892)
Lyngbyfortet war bewaffnet mit
- 2 Panzerdrehkuppeln mit je zwei 15-cm-Kanonen
- 3 Panzerdrehkuppeln mit je einer 15-cm-Kanone
- 2 Panzerversenktürmen mit je einer 7,5-cm-Kanone
- 1 Panzerversenkturm mit doppelläufigem 8-mm-MG über der Poterne in der Front
- 4 4,7-cm-Kanonen zu Grabenverteidigung
- 6 doppelläufige 8-mm-MG zu Grabenverteidigung.

1920 aufgelassen.

#### Fortunfortet (1891–1893)
Fortunfortet war bestückt mit
- 4 Panzerversenktürme mit je einem 7,5-cm-Gschütz
- 4 7,5-cm-Kanonen zur Grabenverteidigung.

1920 aufgelassen

#### Gladsaxefortet (1892–1893)
Gladsaxefortet bestand aus
- 4 Panzerversenktürme mit je einer 12-cm-Haubitze
- 4 12-cm-Haubitzen zur Grabenverteidigung.

1920 aufgelassen.

#### Bagsværdfortet (1892–1893)
Bagsværdfortet bestand aus
- 4 Panzerversenktürme mit je einer 12-cm-Haubitze
- 4 12-cm-Haubitzen zur Grabenverteidigung.

1920 aufgelassen.

#### Taarbæk Fort (1913–1916)
Das jüngste Fort, das Taarbæk Fort, war eine nur bedingt gelungene Kombination aus Landfort und Küstenbatterie. Der Standort bot keine optimalen Beobachtungen, so dass zur besseren Beobachtung ein 33 m hoher Beobachtungsturm errichtet wurde. Das Fort verfügte über
- 4 29-cm-Kanonen Richtung See
- 2 Panzerversenktürme mit je einer 12-cm-Haubitze
- 3 Panzertürme mit je 2 MG
- 3 3,7-cm-Kanonen zur Grabenverteidigung
- 9 MG zur Grabenverteidigung.

Taarbæk Fort wurde 1937 aufgelassen und 1969 mit Erde überdeckt.

### Die 3 Fernkampfbatterien

#### Tinghøj Batteri (1887–1888)
Diese große Batterie verfügte über einen zentralen Kasemattenblock mit
- 2 Panzerversenktürmen mit je einem 10-läufigen 8-mm-MG.

Daran schlossen sich auf beiden Seiten Batterien an mit
- 6 15-cm-Kanonen
- 2 12-cm-Kanonen.

Aufgelassen 1920.

#### Buddinge Batteri (1888–1889)
Es handelte sich um eine offene Batterie für
- 6 12-cm-Kanonen

1920 aufgelassen.

#### Vangede Batteri (1887–1888)
Diese große Batterie verfügte über einen zentralen Kasemattenblock mit
- 2 Panzerversenktürmen mit je einem 10-läufigen 8-mm-MG.

Daran schlossen sich auf beiden Seiten Batterien an mit zusammen
- 9 12-cm-Kanonen

Aufgelassen 1920.

### Die Batterien hinter den Überschwemmungsanlagen

#### Gentofte Batteri (1888)
Gentofte Batteri eine offene Batterie für
- 4 9-cm-Kanonen.

Aufgelassen 1920.

#### Bernstorff Batteri (1888)
Bernstorff Batteri eine offene Batterie für
- 4 9-cm-Kanonen.

Aufgelassen 1920.

#### Damm-Batterien I–IV (1888)
Diese vier Batterien sollten die Staudämme der Überschwemmungsgebiete sichern und wiesen je zwei offenen Bettungen auf für mobile Panzertürme mit einer 53-mm-Kanone oder für doppelläufige MG.

#### Ordrup Krat Batterie Ost und West (1887)
Die beiden Batterien von Ordrup Krat (Ordrup Krat Batteri) waren als flankierende, kasemattierte Batterien ähnlich den Doppelkaponnieren (Doppelkasematten) des Vestvolden ausgeführt, dienten zur Bestreichung der Staudämme und waren jeweils bestückt mit
- 2 7,5-cm-Kanonen
- 2 4,7-cm-Kanonen.

1920 aufgelassen.

#### Christiansholms Batteri / Fort (1887–1892)
Der größere Batteriekomplex der Christiansholms Batteri bestand aus einem zentralen gelegenen, kleinen, dreieckigen kasemattierten Fort aus Beton, das von einem nassen Graben umgeben war. Der Kehlgraben setzte sich zu beiden Seiten fort, auf denen je eine offene Batterie hinter dem Graben lag. Diese waren bestückt mit
- 8 15-cm-Kanonen
- 9 9-cm-Kanonen.

Das zentrale Fort verfügte über
- 3 Panzerdrehkuppeln mit je einer 15-cm-Kanone
- 2 Panzerversenktürmen mit je einem 10-lüfigen 8-mm-MG
- 2 4,7-cm-Kanonen zur Grabenverteidigung
- 2 8-mm-MG zur Grabenverteidigung

1920 aufgelassen.

## Die Küstenverteidigung

### Hvidøre Batteri (1892)
Die Hvidøre Batteri bestand aus
- 4 17-cm-Kanonen

### Charlottenlund Fort (1886–1888)
Die große Küstenbatterie des Charlottenlund Forts ist von einem nassen Graben und Wall umgeben. Die ursprüngliche Bewaffnung bestand aus
- 2 35,5-cm-Kanonen
- 2 15-cm-Kanonen
- 2 4,7-cm-Kanonen
- 4 4-Pfünder-Vorderlader

Die Batterie wurde 1910–12 umgebaut und war nunmehr bestückt mit
- 12 29-cm-Haubitzen, die bis heute im Fort stehen,
- 4 12-cm-Kanonen
- 1 4,7-cm-Flugabwehrkanone
- 3 3,7-cm-Kanonen.

Die Batterie wurde 1932 aufgelassen und dient heute als Camping-Platz.

### Festungsinsel Middelgrundsfortet (1890–1894)
Middelgrundsfortet, eine große, künstliche Festungsinsel in 7,5 m tiefem Wasser, nahm eine zentrale Stellung in der Küstenverteidigung ein.
- 5 30,5-cm-Kanonen
- 12 17-cm-Kanonen
- 6 12-cm-Kanonen
- 7 3,7-cm-Kanonen.

Nach dem Zweiten Weltkrieg waren installiert
- 4 10,5-cm-Flugabwehrkanonen
- 9 40-mm-Zwillingskanonen
- 7 20-mm-Maschinenkanonen

Ab 1968 waren sechs Abschussanlagen für Hawk-Flugabwehrraketen installiert.
Middelgrundfort wurde 1984 aufgelassen.

### Festungsinsel Flakfortet (1910–1916)
Die Bewaffnung der wesentlich kleineren Festungsinsel Flakfortet bestand aus
- 4 29-cm-Haubitzen
- 6 21-cm-Kanonen
- 4 12-cm-Kanonen
- 5 7,5-cm-Kanonen
- 2 4,7-cm-Kanonen
- 4 3,7-cm-Kanonen

In den 1950er Jahren wurde die Bewaffnung geändert in
- 4 deutsche 10,5-cm-Flugabwehrkanonen
- 6 40-mm-Zwillingskanonen
- 8 20-mm-Maschinenkanonen

1968 aufgelassen.

### Kalkbrænderi Batteri I (1864)
Die Kalkbrænderi Batteri I bestand aus
- 4 gezogene 36-Pfünder

1881 aufgelassen und abgerissen.

### Kalkbrænderi Batteri II (1880–1881)
- 4 35,5 cm

1909 aufgelassen, 1915 abgerissen.

### Trekroner Fort (1858, 1898–1899)
Anstelle des vor (heute in) der Hafeneinfahrt liegenden Forts bestand bereits 1713–1731 ein „Fort“ aus 10 auf Grund gesetzten Schiffen, die einen 5/6-Kreis bildeten.
1787–1827 wurde ein regelrechtes polygonales Fort errichtet, das zur Kehle hin offen war und einen kleinen Hafen beherbergte. 1801 war es bewaffnet mit
- 9 36-Pündern
- 59 24-Pfündern
- 3 150-Pfund-Mörsern

Trekroner Fort wurde 1858 grundlegend umgebaut, wobei die Geschütze teilweise in Panzerkasematten untergebracht wurden. Es war bewaffnet mit
- 8 gezogene 84-Pfünder-Vorderlader
- 4 gezogene 30-Pfünder-Vorderlader
- 21 glatte 84-Pfünder-Vorderlader
- 3 168-Pfund-Mörsern.

1898–1899 wurde das Fort umgebaut, unter anderem wurden die Panzerkasematten geschlossen und außer Gebrauch genommen. 1894 bestand die Bestückung aus
- 14 29-cm-Kanonen
- 2 24-cm-Kanonen
- 6 17-cm-Kanonen
- 11 15-cm-Kanonen
- 8 4,7-cm-Kanonen
- 2 gezogene 29-cm-Vorderlader-Kanonen
- 5 84-Pfünder-Vorderlader
- 7 glattrohrigen 24-Pfünder-Vorderladern

1920 bestand die Bewaffnung nur mehr aus
- 2 24-cm-Kanonen
- 6 17-cm-Kanonen
- 7 15-cm-Kanonen
- 2 7,5-cm-Kanonen
- 2 4,7-cm-Kanonen

1932 wurde Trekroner als Fort aufgelassen. Im Zweiten Weltkrieg waren Flugabwehrkanonen installiert.

### Lynetten-Batterie (1858)
Lynetten ist eine Batterie, die auf einer künstlichen Insel nördlich des Endes der Bastionärsbefestigung um Christianshavn liegt. Sie ist heute mit Amager verbunden und wurde 1767 errichtet. 1858 wurde sie modernisiert und bestückt mit
- 5 gezogenen 84-Pfünder-Vorderlader-Kanonen
- 18 gezogenen 30-Pfünder-Vorderlader-Kanonen
- 3 glattrohrigen 84-Pfünder-Vorderlader-Kanonen
- 1 168-Pfund-Mörser

1886–1894 wurde die Bewaffnung umgestellt auf
- 29-cm-Haubitzen
- 3 4,7-cm-Kanonen, außerdem verblieben
- 18 gezogene 30-Pfünder-Vorderlader-Kanonen

1918 waren es noch
- 4 15-cm-Kanonen
- 1 7,5-cm-Kanonen
- 2 4,7-cm-Kanonen

1962 wurde die Batterie aufgelassen.

### Mellem Fort (1860–1863)
Die Bewaffnung bestand zunächst aus
- 4 84-Pfünder-Kanonen
- 10 36-Pfünder-Kanonen
- 2 168-Pfund-Mörsern.

In den 1880er Jahren wurde sie umgestellt auf
- 2 35,5-cm-Kanonen
- 4 24-cm-Kanonen
- 3 4,7-cm-Kanonen

Mellem Fort wurde 1932 aufgelassen und 1966 abgerissen.

### Prøvestenen (1859–1863)
Bereits 1713–1777 und 1801–1828 bestanden nacheinander Batterien unter diesem Namen, die aus drei auf Grund gesetzten Schiffen errichtet wurden.
Das eigentliche Fort wurde 1859–1863 auf einer künstlichen Insel aus Granit errichtet und gehört zu den frühesten Festungsbauten aus Beton. Prøvestenen verfügte über Geschütze in einem kasemattierten Geschoss, auf dem weitere Geschütze in offenen Bettungen standen. Die Bewaffnung bestand aus
- 10 84-Pfünder-Vorderlader-Kanonen
- 12 gezogene 30-Pfünder-Vorderlader-Kanonen
- 34 glattrohrigen 84-Pfünder-Vorderlader-Kanonen
- 3 168-Pfund-Mörsern.

Um 1890 bestand die Bestückung aus
- 6 29-cm-Haubitzen
- 16 17-cm-Kanonen
- 8 4,7-cm-Kanonen
- 2 glattrohrigen 12-Pfündern.

Es wurde 1922 aufgelassen und nach 1934 abgerissen.

### Strickers Batteri (1860, 1875–76)
Die 1801 erstmals errichtete offene Strickers Batteri wurden 1860 und 1875–76 erneuert und war bewaffnet mit
- 2 29-cm-Kanonen, die

1882 durch
- 2 35,5-cm-Kanonen ersetzt wurden.

Die Batterie wurde 1954 abgerissen.

### Kastrup Batterie/Fort (1886–1887)
Die Batterie war von einem nassen Graben umgeben und verfügte über
- 4 30,5-cm-Kanonen
- 2 15-cm-Kanonen
- 2 4,7-cm-Kanonen
- 2 4-Pfünder-Vorderladerkanonen zur Grabenverteidigung
- 2 doppelläufige 8-mm-MG zur Grabenverteidigung

Im Ersten Weltkrieg wurden zusätzlich aufgestellt
- 2 7,5-cm-Kanonen
- 3 3,7-cm-Kanonen anstelle der Vorderlader

Kastrup Fort wurde 1922 aufgelassen.

### Dragør Fort (1910–1915)
- 4 35,5-cm-Kanonen von den Batterien Charlottenlund und Kalkbraenderi
- 4 17-cm-Kanonen von Fort Provestenen
- 4 12-cm-Kanonen
- 2 7,5-cm-Kanonen
- 1 4,7-cm-Kanonen

Noch 1998 war das Dragør Fort in Benutzung und bestückt mit
- 2 7,6-cm-Kanonen, der Anfang der 1980er Jahre aufgestellt wurden-

### Kongelundsfortet (1914–1916)
- 4 29-cm-Haubitzen von der Batterie Lynetten
- 4 7,5-cm-Kanonen
- 2 4,7-cm-Kanonen

1938 wurde die Kongelunds Batteri, heute Kongelundsfortet, umgebaut und mit
- 4 15-cm-Kanonen bestückt.

Es wurde erst 1982 aufgelassen.

### Avedøre Batteri (1892)
Avedøre Batteri lag am Südende des Vestvolden und war ausgestattet mit
- 8 29-cm-Haubitzen

Die Batterie wurde 1922 aufgelassen.

### Barakke Batteri (1904)
Barakke Batteri lag auf der Insel Saltholm und wurde 1932 aufgelassen, die Bewaffnung bestand aus
- 2 4,7-cm-Kanonen

### Saltholm-Batterie (1910–1912)
Die Batterie lag auf der Insel Saltholm, wurde ebenfalls 1932 aufgelassen und war bestückt mit
- 2 7,5-cm-Kanonen
- 8 MG

### Mosede Batteri (1913–1916)
Die Mosede Batteri, heute Mosede Fort, bestand aus
- 6 12-cm-Haubitzen
- 4 7,5-cm-Kanonen zur Flugabwehr
- 4 3,7-cm-Kanonen in den Kaponnieren zur Grabenverteidigung

1947 aufgelassen.